# Französisch Buchholz
Französisch Buchholz (letteralmente: «Buchholz francese»)  è un quartiere di Berlino, appartenente al distretto di Pankow.